# Ligue 1
La Ligue 1 (conocida como Ligue 1 McDonald's por motivos de patrocinio y oficialmente como Campeonato de fútbol francés, en francés: Championnat de France de football) es la primera división del sistema de ligas del fútbol francés organizada por la Ligue de Football Professionnel.
Comenzó a disputarse en 1932 bajo el nombre de Division nationale, cambiando en 1972 a Division 1 y desde 2002 recibe su nombre actual de Ligue 1. Está formada por dieciocho clubes, que disputan un total de 306 partidos (34 cada club), en cada temporada que se extiende entre los meses de agosto y mayo. Los dos últimos clasificados al final del campeonato, descienden a la Ligue 2. El antepenúltimo clasificado de la disputará un play-off de promoción con el tercer clasificado de la Ligue 2, en partidos de ida y vuelta. El ganador tendrá un cupo en la Ligue 1de la siguiente temporada.
A lo largo de su historia, dieciocho clubes han resultado campeones de la Ligue 1, siendo el más laureado con 13 títulos el París Saint-Germain, seguidos del A.S. Saint-Étienne (10), Olympique de Marsella (9), F. C. Nantes y A. S. Mónaco (8), Olympique de Lyon (7), Girondins de Burdeos y Stade de Reims (6), Lille O. S. C. (5), O. G. C. Niza (4), F. C. Sochaux-Montbéliard y F. C. Sète (2) y R. C. Lens, R. C. París, Racing Estrasburgo, A. J. Auxerre, Montpellier Hérault S. C. y C. O. Roubaix-Tourcoing con un título.
La Ligue 1 es considerada una de las cinco grandes ligas europeas junto con la Premier League inglesa, la Primera División española, la Serie A italiana y la Bundesliga alemana, ocupando el quinto puesto del coeficiente UEFA. Según la Federación Internacional de Historia y Estadística de Fútbol (IFFHS), es la sexta liga más relevante del mundo.

## Historia

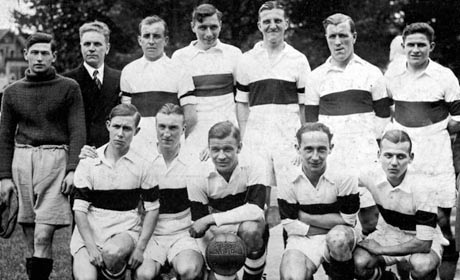
Olympique Lillois, ganador del Campeonato de Francia en 1933.

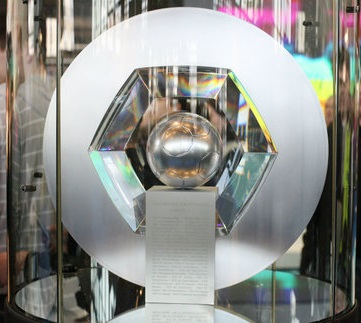
El trofeo de la Ligue 1: Hexagoal

En 1894 se organizó el primer campeonato de fútbol en Francia, el llamado Union des sociétés françaises de sports athlétiques (USFSA) con la participación de cinco equipos de la ciudad de París (Standard A.C., White-Rovers, Club Français, Neuilly y Asnières) y adoptando la fórmula de eliminatorias directas. La primera "Division 1" de la historia del fútbol francés tenía 8 equipos parisinos: Standard A.C., White-Rovers, Club Français, Neuilly, Asnières, United SC, Paris Star y UA 1.er arrondissement. El Standard ganó dos títulos y luego el Club Français fue campeón en 1896.
A partir de entonces se crearon 18 ligas regionales por todo el territorio francés, la Liga del Norte (Ligue du Nord) fue la primera en 1918. Esta anarquía en el fútbol francés provocó que entre 1920 y 1932 la competición de referencia fuese la Copa de Francia. En 1919 nace la Féderation Française de Football Association (FFFA). En 1926 se crea el Campeonato Amateur de Francia (Championnat de France Amateur) disputado por los campeones regionales. Los cinco campeones de las mejores ligas regionales disputaban la División de Excelencia (Division d'Excellence), los cinco siguientes la División de Honor (Division d'Honneur) y los cinco peores la división de Promoción (Division de Promotion). Posteriormente se suprimió la tercera división, pero este campeonato fue abandonado después de su tercera temporada.
En 1932 y tras un largo debate, el fútbol profesional se instaló en Francia. Ello impulsó la creación de un campeonato nacional de liga, ya que hasta entonces solo se disputaban varios torneos regionales, además de la Copa de Francia.
El 11 de septiembre de 1932 se disputó la primera jornada de lo que inicialmente se llamó Championnat National. Se organizaron dos grupos, de diez equipos cada uno, cuyos respectivos campeones, AS Cannes y Olympique Lillois se enfrentaron entre sí en una final por el título, en la que se impusieron los segundos.
La siguiente temporada ya se adoptó el formato de grupo único, con 14 equipos, y el campeonato pasó a denominarse Division 1, nombre que se extendió hasta 2002 antes de cambiar a su nombre actual Ligue 1. El AS Saint-Étienne y el Paris Saint-Germain el tercer puesto es para el Olympique Marseille son los tres equipos que más campeonatos de Francia han logrado con diez campeonatos los primeros y nueve títulos el tercer puesto respectivamente.

## Sistema de competición
Actualmente participan en la liga dieciocho clubes, que se enfrentan todos contra todos en dos ocasiones, una en campo propio y otra en campo contrario. Son un total de 38 jornadas, que se desarrollan entre los meses de agosto y mayo del siguiente año. El calendario de los partidos se establece por sorteo antes del inicio del campeonato.

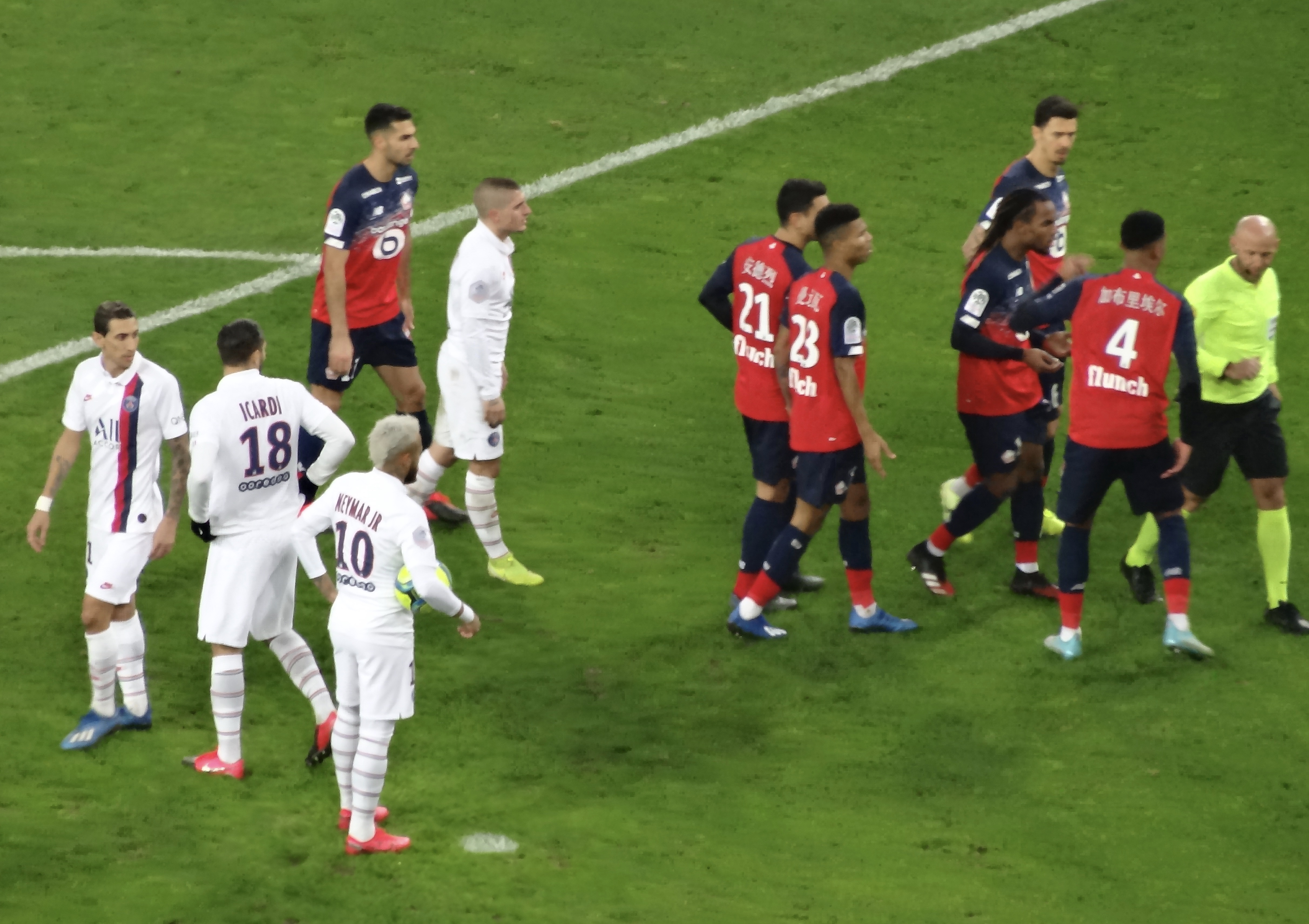
Partido de la temporada 2020

El ganador de un partido obtiene tres puntos, el perdedor no suma puntos, y en caso de un empate hay un punto para cada equipo. Al término del campeonato, el equipo que acumula más puntos se proclama campeón de la liga francesa y se clasifica para la Liga de Campeones de la UEFA, junto con el segundo clasificado. El tercer clasificado disputa la tercera ronda previa. El cuarto clasificado obtiene una plaza para la Liga Europa de la UEFA, junto al campeón de la Copa y Copa de la Liga. Los dos últimos equipos descienden de forma directa a la Ligue 2 y el antepenúltimo equipo juega la promoción contra un equipo de la segunda división, de manera que cada equipo es reemplazado la siguiente temporada por los primeros clasificados de esta categoría.

## Equipos participantes

### Temporada 2024-25
| Club                                  | Ciudad        | Estadio                   | Último ascenso |
| ------------------------------------- | ------------- | ------------------------- | -------------- |
| Paris Saint-Germain FC                | París         | Parc des Princes          | 1974           |
| Olympique de Lyon                     | Lyon          | Parc Olympique Lyonnais   | 1989           |
| Stade Rennes FC                       | Rennes        | Roazhon Park              | 1994           |
| Olympique de Marsella                 | Marsella      | Stade Vélodrome           | 1996           |
| Lille Olympique Sporting Club         | Lille         | Stade Pierre-Mauroy       | 2000           |
| Olympique Gymnaste Club de Nice       | Niza          | Allianz Riviera           | 2002           |
| Montpellier Hérault Sport Club        | Montpellier   | Stade de la Mosson        | 2009           |
| FC de Nantes                          | Nantes        | Estadio de la Beaujoire   | 2013           |
| Association Sportive Monaco FC        | Mónaco        | Stade Louis II            | 2013           |
| Racing Club de Estrasburgo            | Estrasburgo   | Stade de la Meinau        | 2017           |
| Stade de Reims                        | Reims         | Stade Auguste Delaune     | 2018           |
| Stade Brest 29                        | Brest         | Stade Francis-Le Blé      | 2019           |
| Racing Club de Lens                   | Lens          | Stade Bollaert-Delelis    | 2020           |
| Toulouse FC                           | Toulouse      | Stadium de Toulouse       | 2022           |
| Le Havre Athletic FC                  | El Havre      | Stade Océane              | 2023           |
| Association de la Jeunesse Auxerroise | Auxerre       | Stade de l'Abbé-Deschamps | 2024           |
| Angers Sporting Club Ouest            | Angers        | Stade Raymond Kopa        | 2024           |
| Association Sportive de Saint-Étienne | Saint-Étienne | Stade Geoffroy-Guichard   | 2024           |

## Historial
Para un mejor detalle de cada edición y sus campeones históricos véase Historial de la Primera División de Francia
| Temporada                                                      | Campeón                                                        | Subcampeón                                                     | Tercero                                                        | Notas                                                                                           |
| Campeonato de Francia de Fútbol Profesional Division Nationale | Campeonato de Francia de Fútbol Profesional Division Nationale | Campeonato de Francia de Fútbol Profesional Division Nationale | Campeonato de Francia de Fútbol Profesional Division Nationale | Campeonato de Francia de Fútbol Profesional Division Nationale                                  |
| -------------------------------------------------------------- | -------------------------------------------------------------- | -------------------------------------------------------------- | -------------------------------------------------------------- | ----------------------------------------------------------------------------------------------- |
| 1932-33                                                        | Olympique Lillois (1)                                          | A. S. Cannes Football                                          | —                                                              | Sistema de grupos con partido final.                                                            |
| 1933-34                                                        | F. C. Sète (1)                                                 | S. C. Fivois                                                   | Olympique de Marseille                                         |                                                                                                 |
| 1934-35                                                        | F. C. Sochaux-Montbéliard (1)                                  | R. C. Estrasburgo                                              | R. C. Paris                                                    |                                                                                                 |
| 1935-36                                                        | R. C. Paris (1)                                                | Lille O. S. C.                                                 | R. C. Estrasburgo                                              |                                                                                                 |
| 1936-37                                                        | Olympique de Marseille (1)                                     | F. C. Sochaux-Montbéliard                                      | R. C. Paris                                                    |                                                                                                 |
| 1937-38                                                        | F. C. Sochaux-Montbéliard (2)                                  | Olympique de Marseille                                         | F. C. Sète                                                     |                                                                                                 |
| 1938-39                                                        | F. C. Sète (2)                                                 | Olympique de Marseille                                         | R. C. Paris                                                    |                                                                                                 |
| 1939-40                                                        | No disputado por la Segunda Guerra Mundial                     | No disputado por la Segunda Guerra Mundial                     | No disputado por la Segunda Guerra Mundial                     | No disputado por la Segunda Guerra Mundial                                                      |
| 1940-41                                                        | No disputado por la Segunda Guerra Mundial                     | No disputado por la Segunda Guerra Mundial                     | No disputado por la Segunda Guerra Mundial                     | No disputado por la Segunda Guerra Mundial                                                      |
| 1941-42                                                        | No disputado por la Segunda Guerra Mundial                     | No disputado por la Segunda Guerra Mundial                     | No disputado por la Segunda Guerra Mundial                     | No disputado por la Segunda Guerra Mundial                                                      |
| 1942-43                                                        | No disputado por la Segunda Guerra Mundial                     | No disputado por la Segunda Guerra Mundial                     | No disputado por la Segunda Guerra Mundial                     | No disputado por la Segunda Guerra Mundial                                                      |
| 1943-44                                                        | No disputado por la Segunda Guerra Mundial                     | No disputado por la Segunda Guerra Mundial                     | No disputado por la Segunda Guerra Mundial                     | No disputado por la Segunda Guerra Mundial                                                      |
| 1944-45                                                        | No disputado por la Segunda Guerra Mundial                     | No disputado por la Segunda Guerra Mundial                     | No disputado por la Segunda Guerra Mundial                     | No disputado por la Segunda Guerra Mundial                                                      |
| 1945-46                                                        | Lille O. S. C. (2)                                             | A. S. Saint-Étienne                                            | C. O. Roubaix-Tourcoing                                        |                                                                                                 |
| 1946-47                                                        | C. O. Roubaix-Tourcoing (1)                                    | Stade de Reims                                                 | R. C. Estrasburgo                                              |                                                                                                 |
| 1947-48                                                        | Olympique de Marseille (2)                                     | Lille O. S. C.                                                 | Stade de Reims                                                 |                                                                                                 |
| 1948-49                                                        | Stade de Reims (1)                                             | Lille O. S. C.                                                 | Olympique de Marseille                                         |                                                                                                 |
| 1949-50                                                        | F. C. Girondins de Bordeaux (1)                                | Lille O. S. C.                                                 | Stade de Reims                                                 |                                                                                                 |
| 1950-51                                                        | O. G. C. Nice (1)                                              | Lille O. S. C.                                                 | Havre Athletic                                                 |                                                                                                 |
| 1951-52                                                        | O. G. C. Nice (2)                                              | F. C. Girondins de Bordeaux                                    | Lille O. S. C.                                                 |                                                                                                 |
| 1952-53                                                        | Stade de Reims (2)                                             | F. C. Sochaux-Montbéliard                                      | F. C. Girondins de Bordeaux                                    |                                                                                                 |
| 1953-54                                                        | Lille O. S. C. (3)                                             | Stade de Reims                                                 | F. C. Girondins de Bordeaux                                    |                                                                                                 |
| 1954-55                                                        | Stade de Reims (3)                                             | Toulouse F. C.                                                 | R. C. Lens                                                     |                                                                                                 |
| 1955-56                                                        | O. G. C. Nice (3)                                              | R. C. Lens                                                     | A. S. Mónaco F. C.                                             |                                                                                                 |
| 1956-57                                                        | A. S. Saint-Étienne (1)                                        | R. C. Lens                                                     | Stade de Reims                                                 |                                                                                                 |
| 1957-58                                                        | Stade de Reims (4)                                             | Nîmes Olympique F. C.                                          | A. S. Mónaco F. C.                                             |                                                                                                 |
| 1958-59                                                        | O. G. C. Nice (4)                                              | Nîmes Olympique F. C.                                          | R. C. Paris                                                    |                                                                                                 |
| 1959-60                                                        | Stade de Reims (5)                                             | Nîmes Olympique F. C.                                          | R. C. Paris                                                    |                                                                                                 |
| 1960-61                                                        | A. S. Mónaco F. C. (1)                                         | R. C. Paris                                                    | Stade de Reims                                                 |                                                                                                 |
| 1961-62                                                        | Stade de Reims (6)                                             | R. C. Paris                                                    | Nîmes Olympique F. C.                                          |                                                                                                 |
| 1962-63                                                        | A. S. Mónaco F. C. (2)                                         | Stade de Reims                                                 | U. A. Sedan Torcy                                              |                                                                                                 |
| 1963-64                                                        | A. S. Saint-Étienne (2)                                        | A. S. Mónaco F. C.                                             | R. C. Lens                                                     |                                                                                                 |
| 1964-65                                                        | F. C. Nantes (1)                                               | F. C. Girondins de Bordeaux                                    | Valenciennes F. C.                                             |                                                                                                 |
| 1965-66                                                        | F. C. Nantes (2)                                               | F. C. Girondins de Bordeaux                                    | Valenciennes F. C.                                             |                                                                                                 |
| 1966-67                                                        | A. S. Saint-Étienne (3)                                        | F. C. Nantes                                                   | Angers S. C. O.                                                |                                                                                                 |
| 1967-68                                                        | A. S. Saint-Étienne (4)                                        | O. G. C. Nice                                                  | F. C. Sochaux-Montbéliard                                      |                                                                                                 |
| 1968-69                                                        | A. S. Saint-Étienne (5)                                        | F. C. Girondins de Bordeaux                                    | F. C. Metz                                                     |                                                                                                 |
| 1969-70                                                        | A. S. Saint-Étienne (6)                                        | Olympique de Marseille                                         | R. C. Paris-Sedan                                              |                                                                                                 |
| 1970-71                                                        | Olympique de Marseille (3)                                     | A. S. Saint-Étienne                                            | F. C. Nantes                                                   |                                                                                                 |
| 1971-72                                                        | Olympique de Marseille (4)                                     | Nîmes Olympique F. C.                                          | F. C. Sochaux-Montbéliard                                      |                                                                                                 |
| Campeonato de Francia de Fútbol Profesional Division 1         |                                                                |                                                                |                                                                |                                                                                                 |
| 1972-73                                                        | F. C. Nantes (3)                                               | O. G. C. Nice                                                  | Olympique de Marseille                                         |                                                                                                 |
| 1973-74                                                        | A. S. Saint-Étienne (7)                                        | F. C. Nantes                                                   | Olympique Lyonnais                                             |                                                                                                 |
| 1974-75                                                        | A. S. Saint-Étienne (8)                                        | Olympique de Marseille                                         | Olympique Lyonnais                                             |                                                                                                 |
| 1975-76                                                        | A. S. Saint-Étienne (9)                                        | O. G. C. Nice                                                  | F. C. Sochaux-Montbéliard                                      |                                                                                                 |
| 1976-77                                                        | F. C. Nantes (4)                                               | R. C. Lens                                                     | S. C. Bastiais                                                 |                                                                                                 |
| 1977-78                                                        | A. S. Mónaco F. C. (3)                                         | F. C. Nantes                                                   | R. C. Strasbourg                                               |                                                                                                 |
| 1978-79                                                        | Racing Strasbourg (1)                                          | F. C. Nantes                                                   | A. S. Saint-Étienne                                            |                                                                                                 |
| 1979-80                                                        | F. C. Nantes (5)                                               | F. C. Sochaux-Montbéliard                                      | A. S. Saint-Étienne                                            |                                                                                                 |
| 1980-81                                                        | A. S. Saint-Étienne (10)                                       | F. C. Nantes                                                   | F. C. Girondins de Bordeaux                                    |                                                                                                 |
| 1981-82                                                        | A. S. Mónaco F. C. (4)                                         | A. S. Saint-Étienne                                            | F. C. Sochaux-Montbéliard                                      |                                                                                                 |
| 1982-83                                                        | F. C. Nantes (6)                                               | F. C. Girondins de Bordeaux                                    | Paris Saint-Germain F. C.                                      |                                                                                                 |
| 1983-84                                                        | F. C. Girondins de Bordeaux (2)                                | A. S. Mónaco F. C.                                             | A. J. Auxerre                                                  |                                                                                                 |
| 1984-85                                                        | F. C. Girondins de Bordeaux (3)                                | F. C. Nantes                                                   | A. S. Mónaco F. C.                                             |                                                                                                 |
| 1985-86                                                        | Paris Saint-Germain F. C. (1)                                  | F. C. Nantes                                                   | F. C. Girondins de Bordeaux                                    |                                                                                                 |
| 1986-87                                                        | F. C. Girondins de Bordeaux (4)                                | Olympique de Marseille                                         | Toulouse F. C.                                                 |                                                                                                 |
| 1987-88                                                        | A. S. Mónaco F. C. (5)                                         | F. C. Girondins de Bordeaux                                    | Montpellier La Paillade S. C.                                  |                                                                                                 |
| 1988-89                                                        | Olympique de Marseille (5)                                     | Paris Saint-Germain F. C.                                      | A. S. Mónaco F. C.                                             |                                                                                                 |
| 1989-90                                                        | Olympique de Marseille (6)                                     | F. C. Girondins de Bordeaux                                    | A. S. Mónaco F. C.                                             |                                                                                                 |
| 1990-91                                                        | Olympique de Marseille (7)                                     | A. S. Mónaco F. C.                                             | A. J. Auxerre                                                  |                                                                                                 |
| 1991-92                                                        | Olympique de Marseille (8)                                     | A. S. Mónaco F. C.                                             | Paris Saint-Germain F. C.                                      |                                                                                                 |
| 1992-93                                                        | Olympique de Marseille (título anulado)                        | Paris Saint-Germain F. C.                                      | A. S. Mónaco F. C.                                             | El campeón de esta edición fue declarado desierto.                                              |
| 1993-94                                                        | Paris Saint-Germain F. C. (2)                                  | Olympique de Marseille                                         | A. J. Auxerre                                                  |                                                                                                 |
| 1994-95                                                        | F. C. Nantes (7)                                               | Olympique Lyonnais                                             | Paris Saint-Germain F. C.                                      |                                                                                                 |
| 1995-96                                                        | A. J. Auxerre (1)                                              | Paris Saint-Germain F. C.                                      | A. S. Mónaco F. C.                                             |                                                                                                 |
| 1996-97                                                        | A. S. Mónaco F. C. (6)                                         | Paris Saint-Germain F. C.                                      | F. C. Nantes                                                   |                                                                                                 |
| 1997-98                                                        | R. C. Lens (1)                                                 | F. C. Metz                                                     | A. S. Mónaco F. C.                                             |                                                                                                 |
| 1998-99                                                        | F. C. Girondins de Bordeaux (5)                                | Olympique de Marseille                                         | Olympique Lyonnais                                             |                                                                                                 |
| 1999-00                                                        | A. S. Mónaco F. C. (7)                                         | Paris Saint-Germain F. C.                                      | Olympique Lyonnais                                             |                                                                                                 |
| 2000-01                                                        | F. C. Nantes (8)                                               | Olympique Lyonnais                                             | Lille O. S. C.                                                 |                                                                                                 |
| 2001-02                                                        | Olympique Lyonnais (1)                                         | R. C. Lens                                                     | A. J. Auxerre                                                  |                                                                                                 |
| Campeonato de Francia de Fútbol Profesional Ligue 1            |                                                                |                                                                |                                                                |                                                                                                 |
| 2002-03                                                        | Olympique Lyonnais (2)                                         | A. S. Mónaco F. C.                                             | Olympique de Marseille                                         |                                                                                                 |
| 2003-04                                                        | Olympique Lyonnais (3)                                         | Paris Saint-Germain F. C.                                      | A. S. Mónaco F. C.                                             |                                                                                                 |
| 2004-05                                                        | Olympique Lyonnais (4)                                         | Lille O. S. C.                                                 | A. S. Mónaco F. C.                                             |                                                                                                 |
| 2005-06                                                        | Olympique Lyonnais (5)                                         | F. C. Girondins de Bordeaux                                    | Lille O. S. C.                                                 |                                                                                                 |
| 2006-07                                                        | Olympique Lyonnais (6)                                         | Olympique de Marseille                                         | Toulouse F. C.                                                 |                                                                                                 |
| 2007-08                                                        | Olympique Lyonnais (7)                                         | F. C. Girondins de Bordeaux                                    | Olympique de Marseille                                         | Récord de campeonatos consecutivos.                                                             |
| 2008-09                                                        | F. C. Girondins de Bordeaux (6)                                | Olympique de Marseille                                         | Olympique Lyonnais                                             |                                                                                                 |
| 2009-10                                                        | Olympique de Marseille (9)                                     | Olympique Lyonnais                                             | A. J. Auxerre                                                  |                                                                                                 |
| 2010-11                                                        | Lille O. S. C. (4)                                             | Olympique de Marseille                                         | Olympique Lyonnais                                             |                                                                                                 |
| 2011-12                                                        | Montpellier Hérault S. C. (1)                                  | Paris Saint-Germain F. C.                                      | Lille O. S. C.                                                 |                                                                                                 |
| 2012-13                                                        | Paris Saint-Germain F. C. (3)                                  | Olympique de Marseille                                         | Olympique Lyonnais                                             |                                                                                                 |
| 2013-14                                                        | Paris Saint-Germain F. C. (4)                                  | A. S. Mónaco F. C.                                             | Lille O. S. C.                                                 |                                                                                                 |
| 2014-15                                                        | Paris Saint-Germain F. C. (5)                                  | Olympique Lyonnais                                             | A. S. Mónaco F. C.                                             |                                                                                                 |
| 2015-16                                                        | Paris Saint-Germain F. C. (6)                                  | Olympique Lyonnais                                             | A. S. Mónaco F. C.                                             | Mayor puntuación de un campeón, ventaja respecto al segundo, gol average y récord de victorias. |
| 2016-17                                                        | A. S. Mónaco F. C. (8)                                         | Paris Saint-Germain F. C.                                      | O. G. C. Nice                                                  | Récord de victorias de un campeón igualado.                                                     |
| 2017-18                                                        | Paris Saint-Germain F. C. (7)                                  | A. S. Mónaco F. C.                                             | Olympique Lyonnais                                             |                                                                                                 |
| 2018-19                                                        | Paris Saint-Germain F. C. (8)                                  | Lille O. S. C.                                                 | Olympique Lyonnais                                             |                                                                                                 |
| 2019-20                                                        | Paris Saint-Germain F. C. (9)                                  | Olympique de Marseille                                         | Stade Rennais F. C.                                            | Campeón por decisión gubernamental con liga inconclusa.                                         |
| 2020-21                                                        | Lille O. S. C. (5)                                             | Paris Saint-Germain F. C.                                      | A. S. Mónaco F. C.                                             | Definición entre 4 equipos, 2 por el título y 2 por el boleto final a la UCL.                   |
| 2021-22                                                        | Paris Saint-Germain F. C. (10)                                 | Olympique de Marseille                                         | A. S. Mónaco F. C.                                             |                                                                                                 |
| 2022-23                                                        | Paris Saint-Germain F. C. (11)                                 | R. C. Lens                                                     | Olympique de Marseille                                         |                                                                                                 |
| 2023-24                                                        | Paris Saint-Germain F. C. (12)                                 | A. S. Mónaco F. C.                                             | Stade Brestois                                                 |                                                                                                 |
| 2024-25                                                        | Paris Saint-Germain F. C. (13)                                 | Olympique de Marsella                                          | A. S. Mónaco F. C.                                             | Récord de títulos.                                                                              |

Entre los campeones destacan los siete títulos consecutivos del Olympique de Lyon entre 2002 y 2008. Paris Saint-Germain, Olympique de Marseille y Saint-Étienne le siguen con sendos tetracampeonatos cada uno.

## Palmarés
Nota: indicados en negrita las temporadas en las que también consiguió el título del Campeonato de Francia de Copa, señalado como doblete nacional.
| Club                        | Títulos | Subcamp. | Tercero | Años de los campeonatos                                                      |
| --------------------------- | ------- | -------- | ------- | ---------------------------------------------------------------------------- |
| Paris Saint-Germain F. C.   | 13      | 9        | 3       | 1986, 1994, 2013, 2014, 2015, 2016, 2018, 2019, 2020, 2022, 2023, 2024, 2025 |
| A. S. Saint-Étienne         | 10      | 3        | 2       | 1957, 1964, 1967, 1968, 1969, 1970, 1974, 1975, 1976, 1981                   |
| Olympique Marsella          | 9       | 14       | 6       | 1937, 1948, 1971, 1972, 1989, 1990, 1991, 1992, 2010                         |
| A. S. Mónaco F. C.          | 8       | 8        | 14      | 1961, 1963, 1978, 1982, 1988, 1997, 2000, 2017                               |
| F. C. Nantes                | 8       | 7        | 2       | 1965, 1966, 1973, 1977, 1980, 1983, 1995, 2001                               |
| Olympique de Lyon           | 7       | 5        | 9       | 2002, 2003, 2004, 2005, 2006, 2007, 2008                                     |
| F. C. Girondins de Bordeaux | 6       | 9        | 4       | 1950, 1984, 1985, 1987, 1999, 2009                                           |
| Stade de Reims              | 6       | 3        | 4       | 1949, 1953, 1955, 1958, 1960, 1962                                           |
| Lille O.S.C. (*)            | 5       | 7        | 5       | 1933, 1946, 1954, 2011, 2021                                                 |
| O. G. C. Nice               | 4       | 3        | 1       | 1951, 1952, 1956, 1959                                                       |
| F. C. Sochaux-Montbéliard   | 2       | 3        | 4       | 1935, 1938                                                                   |
| F. C. Sète                  | 2       | -        | 1       | 1934, 1939                                                                   |
| R.C. Lens                   | 1       | 5        | 2       | 1998                                                                         |
| Racing Club Paris           | 1       | 2        | 6       | 1936                                                                         |
| Racing Estrasburgo          | 1       | 1        | 2       | 1979                                                                         |
| A. J. Auxerroise            | 1       | -        | 5       | 1996                                                                         |
| C. O. Roubaix-Tourcoing     | 1       | -        | 1       | 1947                                                                         |
| Montpellier Hérault S. C.   | 1       | -        | 1       | 2012                                                                         |

Nota: *Club actual. En otros casos se refiere al club en el que sumó más presencias.
- (*) Incluye datos del anterior Olympique Lillois.
- Equipo desaparecido en cursiva.

## Estadísticas

### Clasificación histórica
Para un completo detalle véase Clasificación histórica de la Ligue 1
Con 4262 puntos el Olympique de Marsella es el líder de la clasificación histórica de la Ligue 1, posteriormente el segundo puesto ocupado por el Association Sportive Monaco Football Club y el Football Club Girondins de Burdeos. La tabla se basa en los puntos conseguidos por cada equipo según el sistema de puntuación vigente de tres puntos por victoria.
Cabe destacar que ningún equipo ha estado en todas las temporadas de la división, siendo el Olympique de Marsella el equipo con más presencia con 75 temporadas.
| Pos | Club                        | Temporadas | PJ   | PG   | PE  | PP  | GF   | GC   | Dif.  | Pts  | Títulos | Div. actual            |
| --- | --------------------------- | ---------- | ---- | ---- | --- | --- | ---- | ---- | ----- | ---- | ------- | ---------------------- |
| 1°  | Olympique de Marseille      | 75         | 2665 | 1194 | 680 | 791 | 4298 | 3403 | +895  | 4262 | 9       | Ligue 1                |
| 2°  | A. S. Monaco F. C.          | 66         | 2420 | 1089 | 658 | 673 | 3685 | 2739 | +946  | 3925 | 8       | Ligue 1                |
| 3°  | F. C. Girondins de Bordeaux | 69         | 2544 | 1075 | 693 | 776 | 3757 | 3121 | +636  | 3918 | 6       | Championnat National 2 |
| 4°  | A. S. Saint-Étienne         | 70         | 2547 | 1066 | 667 | 814 | 3872 | 3303 | +569  | 3865 | 10      | Ligue 1                |
| 5°  | Olympique Lyon              | 66         | 2415 | 1042 | 606 | 767 | 3635 | 3108 | +527  | 3731 | 7       | Ligue 1                |
| 6°  | F. C. Sochaux-Montbéliard   | 66         | 2368 | 858  | 633 | 877 | 3385 | 3298 | +87   | 3207 | 2       | Championnat National   |
| 7°  | Lille O. S. C.              | 65         | 2377 | 921  | 653 | 803 | 3342 | 2954 | +388  | 3416 | 4       | Ligue 1                |
| 8°  | O. G. C. Nice               | 66         | 2391 | 892  | 616 | 883 | 3309 | 3323 | -14   | 3291 | 4       | Ligue 1                |
| 9°  | F. C. Nantes                | 57         | 2093 | 869  | 586 | 638 | 2870 | 2312 | +558  | 3192 | 8       | Ligue 1                |
| 10° | Paris Saint-Germain F.C     | 52         | 1919 | 940  | 494 | 485 | 3147 | 2040 | +1107 | 3314 | 12      | Ligue 1                |

### Jugadores con mayor cantidad de partidos disputados
Para un completo detalle véase Jugadores con más presencias en la Ligue 1
Entre los jugadores que más partidos han disputado a lo largo de la historia de la competición destaca por encima de todos el galo Mickaël Landreau, quien disputó un total de 618 partidos entre los cuatro conjuntos en los que militó en la máxima categoría durante 19 temporadas, siendo además el único jugador que ha conseguido sobrepasar los 600 partidos en la Primera División junto a Jean-Luc Ettori.
Nota: indicados en negrita futbolistas en activo en la categoría durante la campaña 2024-25 además de su actual equipo.
| \| Pos. \| Jugador \| Part. \| Período \| Club * \| \| ---- \| ------------------- \| ----- \| --------- \| --------------------------- \| \| 1 \| Mickaël Landreau \| 618 \| 1997-2014 \| F. C. Nantes \| \| 2 \| Jean-Luc Ettori \| 602 \| 1975-1994 \| A. S. Mónaco F. C. \| \| 3 \| Dominique Dropsy \| 596 \| 1972-1989 \| Racing Estrasburgo \| \| 4 \| Dominique Baratelli \| 593 \| 1967-1985 \| OGC Niza \| \| 5 \| Alain Giresse \| 586 \| 1970-1988 \| F. C. Girondins de Bordeaux \| \| 6 \| Sylvain Kastendeuch \| 577 \| 1982-2001 \| F. C. Metz \| \| 7 \| Patrick Battiston \| 558 \| 1973-1991 \| F. C. Girondins de Bordeaux \| \| 8 \| Steve Mandanda \| 554 \| 2007- \| Olympique de Marsella \| \| 9 \| Jacky Novi \| 545 \| 1964-1980 \| Olympique de Marsella \| \| 10 \| Roger Marche \| 542 \| 1944-1962 \| Stade de Reims \| Estadísticas actualizadas hasta fin de temporada 2023-24. |                     |       |           |                             |
| Pos. | Jugador             | Part. | Período   | Club *                      |
| 1 | Mickaël Landreau    | 618   | 1997-2014 | F. C. Nantes                |
| 2 | Jean-Luc Ettori     | 602   | 1975-1994 | A. S. Mónaco F. C.          |
| 3 | Dominique Dropsy    | 596   | 1972-1989 | Racing Estrasburgo          |
| 4 | Dominique Baratelli | 593   | 1967-1985 | OGC Niza                    |
| 5 | Alain Giresse       | 586   | 1970-1988 | F. C. Girondins de Bordeaux |
| 6 | Sylvain Kastendeuch | 577   | 1982-2001 | F. C. Metz                  |
| 7 | Patrick Battiston   | 558   | 1973-1991 | F. C. Girondins de Bordeaux |
| 8 | Steve Mandanda      | 554   | 2007-     | Olympique de Marsella       |
| 9 | Jacky Novi          | 545   | 1964-1980 | Olympique de Marsella       |
| 10 | Roger Marche        | 542   | 1944-1962 | Stade de Reims              |

### Tabla histórica de goleadores
Para un completo detalle véase Máximos goleadores de la Primera División de Francia.
El máximo goleador de la competición es el argentino Delio Onnis con 299 goles, seguido de los franceses Bernard Lacombe y Hervé Revelli con 255 y 216 goles respectivamente.
Nota: Contabilizados los partidos y goles según actas oficiales. En negrita jugadores activos y club actual.
| \| Pos. \| Jugador \| Goles \| Part. \| Prom. \| Período \| Club * \| \| ---- \| ---------------- \| ----- \| ----- \| ----- \| --------- \| ------------------------- \| \| 1 \| Delio Onnis \| 299 \| 449 \| 0.67 \| 1971-1986 \| A. S. Mónaco F. C. \| \| 2 \| Bernard Lacombe \| 255 \| 497 \| 0.51 \| 1969-1987 \| Olympique de Lyon \| \| 3 \| Hervé Revelli \| 216 \| 389 \| 0.56 \| 1965-1978 \| A. S. Saint-Étienne \| \| 4 \| Roger Courtois \| 210 \| 288 \| 0.73 \| 1933-1956 \| F. C. Sochaux-Montbéliard \| \| 5 \| Thadée Cisowski \| 206 \| 286 \| 0.72 \| 1947-1961 \| Racing París \| \| 6 \| Roger Piantoni \| 203 \| 394 \| 0.52 \| 1950-1966 \| Stade de Reims \| \| 7 \| Kylian Mbappé \| 191 \| 246 \| 0.77 \| 2015-2024 \| Paris Saint-Germain \| \| 8 \| Joseph Ujlaki \| 190 \| 438 \| 0.43 \| 1947-1964 \| Racing París \| \| 9 \| Fleury Di Nallo \| 187 \| 425 \| 0.44 \| 1960-1975 \| Olympique Lyonnais \| \| 10 \| Carlos Bianchi \| 179 \| 220 \| 0.81 \| 1973-1980 \| Stade de Reims \| \| = \| Gunnar Andersson \| 179 \| 234 \| 0.76 \| 1950-1960 \| Olympique de Marsella \| Estadísticas actualizadas hasta el 27 de mayo de 2024. |                  |       |       |       |           |                           |
| Pos. | Jugador          | Goles | Part. | Prom. | Período   | Club *                    |
| 1 | Delio Onnis      | 299   | 449   | 0.67  | 1971-1986 | A. S. Mónaco F. C.        |
| 2 | Bernard Lacombe  | 255   | 497   | 0.51  | 1969-1987 | Olympique de Lyon         |
| 3 | Hervé Revelli    | 216   | 389   | 0.56  | 1965-1978 | A. S. Saint-Étienne       |
| 4 | Roger Courtois   | 210   | 288   | 0.73  | 1933-1956 | F. C. Sochaux-Montbéliard |
| 5 | Thadée Cisowski  | 206   | 286   | 0.72  | 1947-1961 | Racing París              |
| 6 | Roger Piantoni   | 203   | 394   | 0.52  | 1950-1966 | Stade de Reims            |
| 7 | Kylian Mbappé    | 191   | 246   | 0.77  | 2015-2024 | Paris Saint-Germain       |
| 8 | Joseph Ujlaki    | 190   | 438   | 0.43  | 1947-1964 | Racing París              |
| 9 | Fleury Di Nallo  | 187   | 425   | 0.44  | 1960-1975 | Olympique Lyonnais        |
| 10 | Carlos Bianchi   | 179   | 220   | 0.81  | 1973-1980 | Stade de Reims            |
| = | Gunnar Andersson | 179   | 234   | 0.76  | 1950-1960 | Olympique de Marsella     |

Nota *: Club actual. En otros casos se refiere al club en el que sumó más presencias.

### Entrenadores campeones
- Lista de técnicos con al menos 2 títulos.

| \| Técnico \| Títulos \| Club \| Años campeón \| \| -------------------- \| ------- \| -------------------------------------------------- \| ---------------------------------------------- \| \| Albert Batteux \| 8 \| Stade de Reims (5); Saint-Étienne (3) \| 1953, 1955, 1958, 1960, 1962, 1968, 1969, 1970 \| \| Lucien Leduc \| 4 \| Mónaco (3); Olympique de Marsella (1) \| 1961, 1963, 1971, 1978 \| \| Robert Herbin \| 4 \| Saint-Étienne (4) \| 1974, 1975, 1976, 1981 \| \| Laurent Blanc \| 4 \| Girondins de Bordeaux (1); Paris Saint-Germain (3) \| 2009, 2014, 2015, 2016 \| \| Jean Snella \| 3 \| Saint-Étienne (3) \| 1957, 1964, 1967 \| \| José Arribas \| 3 \| Nantes (3) \| 1965, 1966, 1973 \| \| Aimé Jacquet \| 3 \| Girondins de Bordeaux (3) \| 1984, 1985, 1987 \| \| Gérard Houllier \| 3 \| Paris Saint-Germain (1); Olympique de Lyon (2) \| 1986, 2006, 2007 \| \| Paul Le Guen \| 3 \| Olympique de Lyon (3) \| 2003, 2004, 2005 \| \| Conrad Ross \| 2 \| Sochaux (2) \| 1935, 1938 \| \| Numa Andoire \| 2 \| Niza (2) \| 1951, 1952 \| \| Jean Vincent \| 2 \| Nantes (2) \| 1977, 1980 \| \| Gérard Gili \| 2 \| Olympique de Marsella (2) \| 1989, 1990 \| \| Raymond Goethals \| 2 \| Olympique de Marsella (2) \| 1991, 1992 \| \| Jean-Claude Suaudeau \| 2 \| Nantes (2) \| 1983, 1995 \| \| Thomas Tuchel \| 2 \| Paris Saint-Germain (2) \| 2019, 2020 \| \| Christophe Galtier \| 2 \| Lille (1); Paris Saint-Germain (1) \| 2021, 2023 \| Estadísticas actualizadas a fin de temporada 2022-23. |         |                                                    |                                                |
| Técnico | Títulos | Club                                               | Años campeón                                   |
| Albert Batteux | 8       | Stade de Reims (5); Saint-Étienne (3)              | 1953, 1955, 1958, 1960, 1962, 1968, 1969, 1970 |
| Lucien Leduc | 4       | Mónaco (3); Olympique de Marsella (1)              | 1961, 1963, 1971, 1978                         |
| Robert Herbin | 4       | Saint-Étienne (4)                                  | 1974, 1975, 1976, 1981                         |
| Laurent Blanc | 4       | Girondins de Bordeaux (1); Paris Saint-Germain (3) | 2009, 2014, 2015, 2016                         |
| Jean Snella | 3       | Saint-Étienne (3)                                  | 1957, 1964, 1967                               |
| José Arribas | 3       | Nantes (3)                                         | 1965, 1966, 1973                               |
| Aimé Jacquet | 3       | Girondins de Bordeaux (3)                          | 1984, 1985, 1987                               |
| Gérard Houllier | 3       | Paris Saint-Germain (1); Olympique de Lyon (2)     | 1986, 2006, 2007                               |
| Paul Le Guen | 3       | Olympique de Lyon (3)                              | 2003, 2004, 2005                               |
| Conrad Ross | 2       | Sochaux (2)                                        | 1935, 1938                                     |
| Numa Andoire | 2       | Niza (2)                                           | 1951, 1952                                     |
| Jean Vincent | 2       | Nantes (2)                                         | 1977, 1980                                     |
| Gérard Gili | 2       | Olympique de Marsella (2)                          | 1989, 1990                                     |
| Raymond Goethals | 2       | Olympique de Marsella (2)                          | 1991, 1992                                     |
| Jean-Claude Suaudeau | 2       | Nantes (2)                                         | 1983, 1995                                     |
| Thomas Tuchel | 2       | Paris Saint-Germain (2)                            | 2019, 2020                                     |
| Christophe Galtier | 2       | Lille (1); Paris Saint-Germain (1)                 | 2021, 2023                                     |

### Récords de equipos
- Con más títulos: Paris Saint-Germain, 13 títulos (1986, 1994, 2013, 2014, 2015, 2016, 2018, 2019, 2020, 2022, 2023, 2024 y 2025).
- Con más títulos consecutivos: Olympique de Lyon (2002-2008), 7 títulos.
- Con más partidos consecutivos sin perder en una temporada: Nantes, 32 partidos sin perder (de la jornada 1 a la 32; temporada 1994-95).
- Con más partidos consecutivos sin perder en casa: Nantes, 92 partidos sin perder, desde el 15 de mayo de 1976 hasta el 7 de abril de 1981.
- Con más victorias en una temporada: 30 victorias; Paris Saint-Germain (2015-16) y Mónaco (2016-17) en campeonatos de 20 equipos.
- Con más victorias como local en una temporada: 19 victorias; Saint-Étienne (1974-75).
- Con más victorias como visitante en una temporada: 16 victorias; Paris Saint-Germain (2015-16).
- Con más victorias consecutivas: 14 victorias; Girondins de Burdeos (2008-09, 2009-10) y Paris Saint-Germain (2018-19).
- Con mejor arranque en una temporada: 14 victorias de 14 partidos; Paris Saint-Germain (2018-19).
- Con más derrotas consecutivas: 12 derrotas; Cercle athlétique de París (1933-34).
- Con menos derrotas en una temporada: 1 derrota; Nantes (1994-95).
- Con más temporadas en Primera División: Olympique de Marsella, 69 temporadas.
- Con más temporadas consecutivas en Primera División: Nantes, 44 temporadas (1963-2007).
- Con más goles en una temporada: Racing Club de Paris, 118 goles (temporada 1959-60; 20 equipos)
- Con menos goles encajados en una temporada: Paris Saint-Germain, 19 goles encajados (temporada 2015-16; 20 equipos).
- Con mayor diferencia de goles (marcados - encajados): +83, Paris Saint-Germain (temporada 2015-16; 20 equipos)
- Con mayor número de jugadores expulsados en una temporada: Montpellier (2013-14), 14 expulsiones.

### Récords individuales
- Jugador con más títulos:
  - Marquinhos (Paris Saint-Germain), 10 títulos (2014, 2015, 2016, 2018, 2019, 2020, 2022, 2023, 2024 y 2025).[10]
- Récord de imbatibilidad: Gaëtan Huard (Girondins de Burdeos), 1.176 minutos sin encajar un gol (temporada 1992-93).
- Récord de imbatibilidad como local: Jérémie Janot (Saint-Étienne), 1.534 minutos sin encajar un gol (temporadas 2004-05 y 2005-06).
- Con más goles en una temporada: Josip Skoblar (Olympique Marsella), 44 goles (temporada 1970-71).
- Con más goles en un partido: 7 goles, Jean Nicolas (Rouen; 1 de mayo de 1938 contra Valenciennes) y André Abegglen (Sochaux; 25 de agosto de 1935 contra Valenciennes).
- Con más partidos seguidos marcando: Vahid Halilhodžić (Nantes), 9 jornadas (10.ª - 18.ª, temporada 1984-85).
- Con más expulsiones: Cyril Rool, 19 tarjetas rojas (hasta la temporada 2005-06).

### Otros récords
- Mayor goleada registrada: F. C. Sochaux 12–1 Valenciennes F. C. (1 de julio de 1935 - Temporada 1935-36).
- Gol más rápido: Michel Rio, a los 8 segundos frente a Cannes el 15 de febrero de 1992, y Kylian Mbappé a los 8 segundos, frente a Lille el 21 de agosto de 2022.
- Mayor número de goles en una temporada: 1.344 goles (temporada 1946-47; 3,51 por partido; 20 equipos) y 1.138 (temporada 1948-49; 3,71 por partido; 18 equipos).
- Temporada con más tarjetas amarillas: 1.654, temporada 2002-03.
- Temporada con más tarjetas rojas: 131, temporada 2002-03.
- Entrenador con más partidos: Guy Roux con 894 partidos, 890 con Auxerre (1961-62, 1964-2000 y 2001-2005) y 4 con R. C. Lens (2007).
- Mayor número de espectadores en una temporada: 8.290.346 de espectadores (temporada 2006-07; 20 equipos).
- Mayor asistencia media de espectadores en una temporada: 23.154 espectadores por partido (temporada 2000-01; 18 equipos).
- Mayor asistencia en una jornada: 278.139 espectadores (jornada 33 de la temporada 1997-98; 9 partidos; promedio de 30.904 espectadores por partido).
- Mayor número de espectadores en un partido: 78.056, Lille - Olympique de Lyon (temporada 2008-09).

## Derechos de transmisión
Actualmente los partidos de la Ligue 1 en Francia se transmiten en DAZN.
Formalmente, en Francia, la Ligue de Football Professionnel (LPF) tenía un acuerdo de transmisión en exclusiva con los canales de televisión por suscripción prémium, Canal+ y beIN Sports. Este último canal era operado por la emisora con sede en Catar Al Jazeera. El acuerdo con Al Jazeera, alcanzado el 23 de junio de 2011, pagaba a la LFP 510 millones de euros durante cuatro temporadas. Tras el anuncio del acuerdo, se reveló que Canal+ había adquirido cuatro paquetes de televisión, mientras que beIN Sports adquirió dos paquetes.
En 2018, Mediapro adquirió tres de los cuatro paquetes principales de derechos de transmisión de la LFP desde la temporada 2020-21 hasta la 2023-24, reemplazando en gran medida a Canal+. beIN Sports mantuvo el "lote 3", el cual contiene dos partidos por semana los sábados por la noche y los domingos por la tarde. Se esperaba que Mediapro estableciera un nuevo canal para albergar estos derechos. beIN Sports posteriormente sublicencia este paquete a Canal+. En junio de 2020, Mediapro anunció una asociación con TF1 para marcar el nuevo canal como Téléfoot, una extensión del programa de fútbol de larga duración de TF1 del mismo nombre. Como parte del acuerdo, Téléfoot aprovechará el talento y los recursos de TF1, con los anfitriones del programa Grégoire Margotton y Bixente Lizarazu sirviendo como equipo de transmisión principal durante al menos 20 partidos por semana.
Buscando renegociar su contrato por el impacto financiero del COVID-19, Mediapro comenzó a retener sus pagos de derechos a la LFP en octubre de 2020. El director ejecutivo de LFP, Arnaud Rouger, declaró en octubre de 2020 que era posible que debían buscar una nueva emisora si no podían resolver la disputa con Mediapro. En diciembre de 2020, se informó que Mediapro se preparaba para liquidar Téléfoot, luego de que acordara compensar a la LFP por los dos pagos de derechos atrasados. En febrero de 2021, Canal+ llegó a un acuerdo interino para adquirir los paquetes de derechos en poder de Mediapro por el resto de la temporada, y luego sublicenció la Ligue 2 a beIN; Téléfoot cerró el 8 de febrero de 2021.
En junio de 2021, Canal+ y Amazon Prime adquirieron los derechos de emisión de la Ligue 1 durante tres temporadas.

### Disputa con DAZN
En medio de un nuevo sorteo de derechos fallido en septiembre de 2023, la LFP recurrió a negociaciones privadas. El 1 de agosto de 2024, se anunció un acuerdo quinquenal (2024-2029) por el que DAZN emitiría ocho de los nueve partidos de cada jornada a cambio de unos 400 millones de euros anuales, mientras que beIN Sports transmitiría un encuentro por fecha.
El arranque de la temporada 2024-25 evidenció problemas, ya que el precio de suscripción (29,99 €/mes con compromiso anual) desató quejas y, por lo tanto, el número de suscriptores quedó muy por debajo del umbral de rentabilidad y la piratería aumentó.

#### Incumplimientos de pago y querellas (febrero-abril de 2025)
El 5 de febrero de 2025, DAZN retuvo un pago trimestral de 35 millones de euros, alegando falta de cooperación de algunos clubes y escasa inversión de la LFP contra la piratería; la LFP demandó a la plataforma y la disputa escaló hasta que DAZN pagó la suma a finales de mes. Paralelamente, el 21 de febrero DAZN presentó en el tribunal de comercio de París una reclamación de 573 millones € por «engaños» sobre el producto —entre ellos la baja captación de abonados y la falta de apoyo comercial—.
Tras seis semanas de mediación fallida, el consejo de administración de la LFP votó el 15 de abril de 2025 la rescisión del contrato televisivo de DAZN al término de la temporada, al no aceptar la plataforma de streaming pagar la totalidad de la cuota anual ni una indemnización de 110 a 125 millones de euros propuesta por el mediador. El 30 de abril de 2025, la plataforma confirmó su intención de rescindir el vínculo, asumiendo una cláusula de salida estimada en 100 millones € más los pagos pendientes. Posteriormente, se informó que los clubes aprobaron la ruptura por amplia mayoría y que la LFP lanzaría un canal propio para transmitir los encuentros de la liga en la temporada 2025-26, sin descartar algún tipo de colaboración tecnológica con DAZN. El canal propio de la Ligue 1 se confirmó el 1 de julio de 2025.